# ثيودور تسو
ثيودور يوي تاك تسو (بالصينية: 曹子德) هو مهندس برمجيات معروف أساسًا بمساهماته في نواة لينكس، وخاصة مساهماته في أنظمة الملفات.هو المطور الرئيسي وصيانتها من حزمة برامج إ تو اف اس، والمرافق المساعدة للمستخدمين في أنظمة إكس تي 2 ، إكس تي 3 وإكس تي 4 ، وهو المشرف على نظام الملفات ext4.

## سيرة شخصية
تخرج تسو من معهد ماساتشوستس للتكنولوجيا مع درجة في علوم الكمبيوتر في عام 1990، وبعد ذلك عمل في قسم نظم المعلومات في معهد ماساتشوستس للتكنولوجيا (IS) حتى عام 1999.خلال هذا الوقت كان قائد مشروع فريق كيربيروس V5.
بعد الإنتهاء من معهد ماساتشوستس، ذهب تسو للعمل من أجل VA Linux Systems لمدة عامين.في أواخر عام 2001 انضم إلى آي بي إم ، حيث عمل على تحسينات في أداء نواة لينكس وقابليته للتوسع. بعد العمل على الحوسبة في زمن حقيقي في شركة آي بي إم، انضم تسو إلى مؤسسة لينكس في أواخر عام 2007 للحصول على زمالة لمدة عامين. في البداية، شغل منصب كبير الاستراتيجيين في المنبر قبل أن يصبح كبير موظفي التقنية في عام 2008.عمل تسو أيضًا أمينًا لخزانة USENIX ‏ حتى عام 2008، وترأس قمة مطوري نواة لينكس ‏ السنوية.
في عام 2010، انتقل تسو إلى جوجل،  قائلاً إنه سيعمل على «النواة، ونظام الملفات، ومواد التخزين».
تسو هو أحد مطوري مشروع دبيان، ويصون العديد من الحزم، معظمها ذات صلة بنظام الملفات، بما في ذلك e2fsprogs منذ مارس 2003. كان عضوًا في إدارة منطقة الأمان الخاصة بفريق عمل هندسة الإنترنت، وكان أحد الرؤساء لمجموعة عمل ‏ حزمة أمن بروتوكول الإنترنت. كان أحد أعضاء مجلس الإدارة المؤسسين لمجموعة Free Standards Group.

## جوائز
منح تسو جائزة مؤسسة البرمجيات الحرة لعام 2006 لتقدم البرمجيات الحرة.

## روابط خارجية
- TY Ts’o (homepage)، Thunk، مؤرشف من الأصل في 2019-10-09.
- TY Ts’o (World Wide Web log)، LiveJournal، مؤرشف من الأصل في 2019-10-09.
- Card، Rémy؛ Ts'o، Theodore؛ Tweedie، Stephen (ديسمبر 1994)، "Design and Implementation of the Second Extended Filesystem"، First Dutch International Symposium on Linux، Sourceforge، مؤرشف من الأصل في 2019-11-28.
- Ts'o، Theodore؛ Tweedie، Stephen (يونيو 2002)، "Planned Extensions to the Linux Ext2/Ext3 Filesystem"، Annual Technical Conference، USENIX، مؤرشف من الأصل في 2017-07-05.

'